# Stan et Vince
 (octobre 2018).
Si vous disposez d'ouvrages ou d'articles de référence ou si vous connaissez des sites web de qualité traitant du thème abordé ici, merci de compléter l'article en donnant les références utiles à sa vérifiabilité et en les liant à la section « Notes et références ».

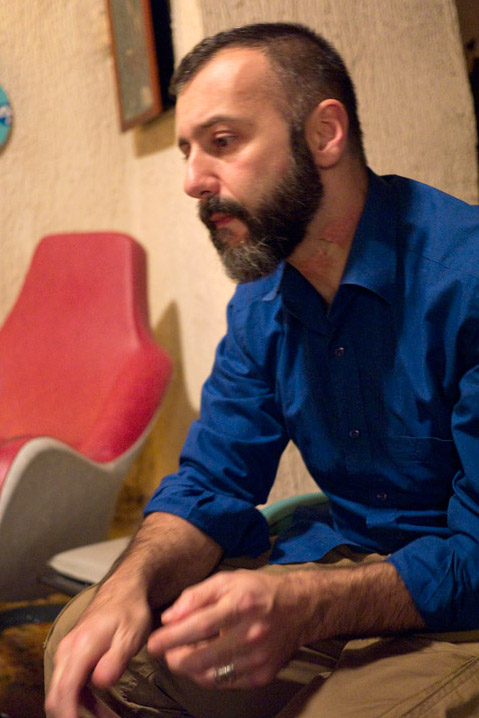
Stan en 2018.

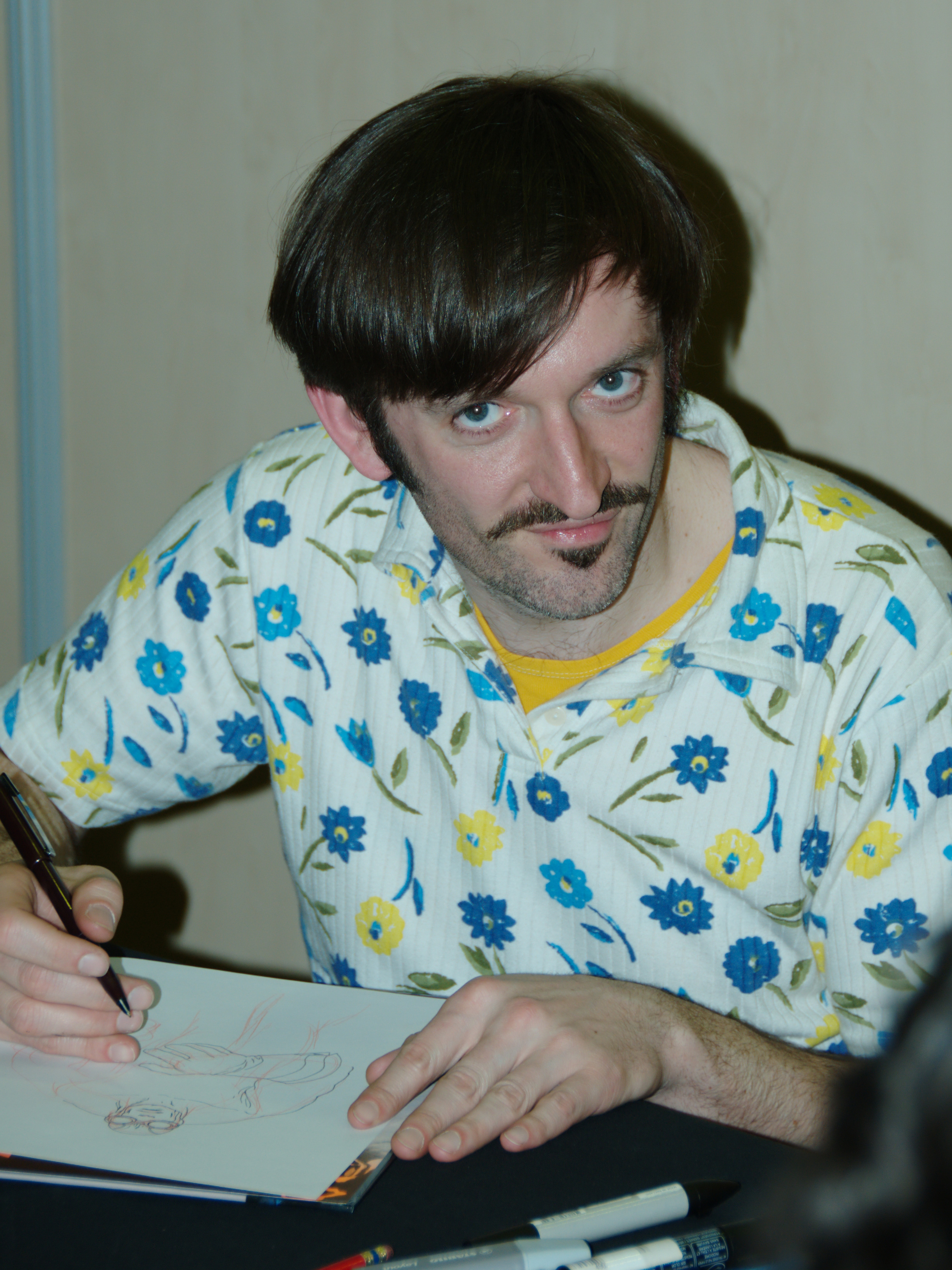
Vince en 2008.

Stan et Vince est un duo d'auteurs de bande dessinée formé par Stanislas Manoukian (né le 1er octobre 1969) et Vincent Roucher (né le 1er août 1969).
Parallèlement à leur carrière solo, les deux Français ont coréalisé de nombreux albums de bande dessinée, principalement dans le domaine de la science-fiction, y compris humoristique.
Ils ont remporté avec leur scénariste Zep le fauve jeunesse au festival international de la bande dessinée d'Angoulême en janvier 2011, pour le  troisième tome des Chronokids.

## Prix et récompenses
- 2011 : Fauve jeunesse au festival international de la bande dessinée d'Angoulême pour le troisième tome des Chronokids signé avec Zep[6].

## Cinéma et télévision
- Deviens un super-héros... pour de vrai ! : illustrations pour le film documentaire d'Aleksandar Dzerdz, Peignoir Prod, 2011